# I Poured My Heart Into a Song
I Poured My Heart Into a Song ist ein Lied aus dem Soundtrack des Films Second Fiddle aus dem Jahr 1939. Komponiert und getextet wurde das Stück von Irving Berlin, gesungen wird es im Film von Helen Forrest, die von Artie Shaw und seinem Orchester begleitet wird. Die Hauptrollen in Secon Fiddle, einem Eisrevuefilm, spielen Sonja Henie und Tyrone Power.

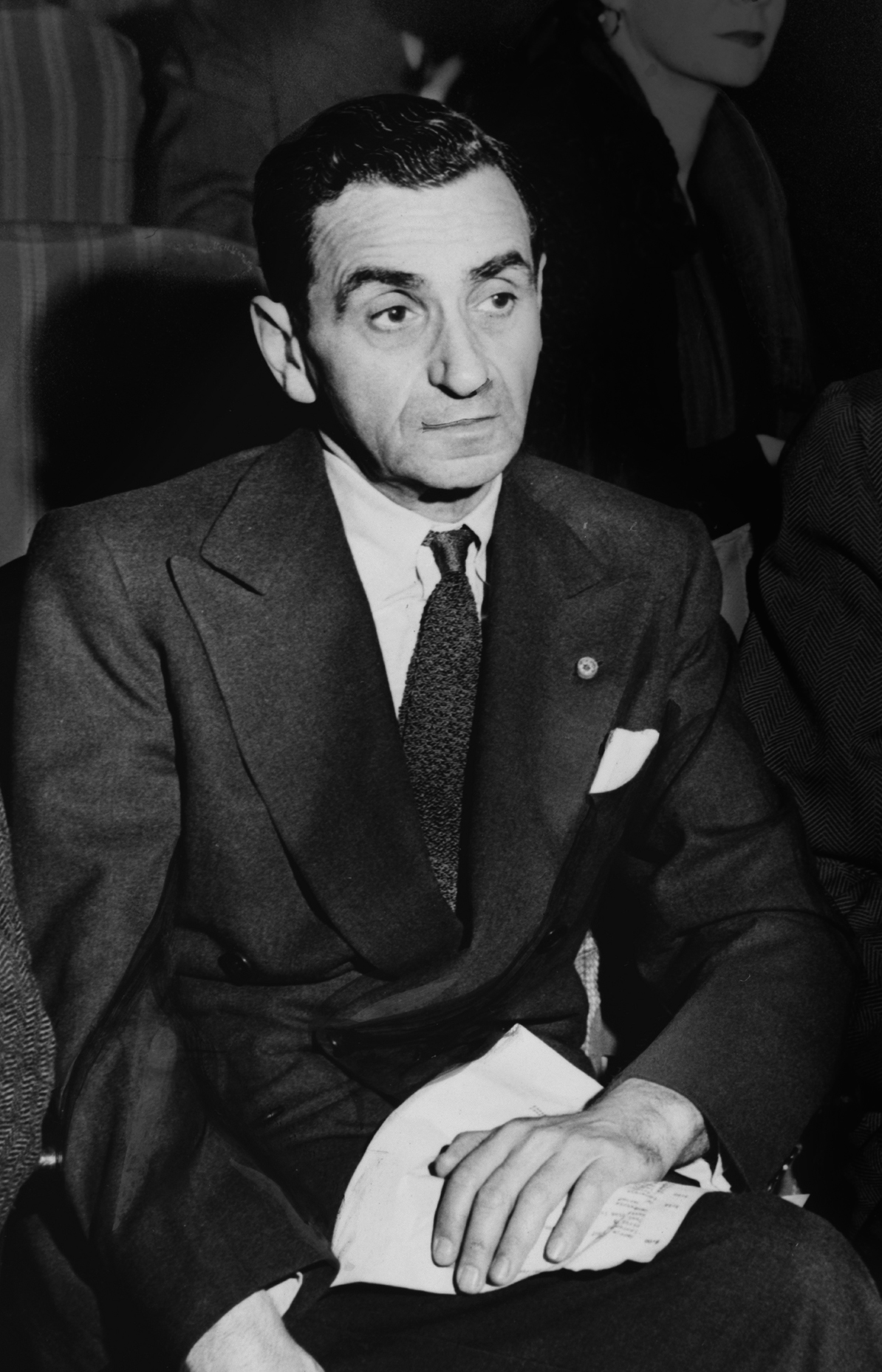
Irving Berlin, der Komponist und Texter von I Poured My Heart Into a Song

Erzählt wird davon, wie jemand sein ganzes Herz in dieses Lied legt, und wer es hört, höre nicht nur das Lied, sondern auch die Melodie desjenigen, der sein Herz dort hineingelegt habe. Zwar fürchte er, dass er nicht die richtigen Worte gefunden habe, aber die Melodie vielleicht für sich selbst spreche und von seiner Liebe erzähle. Und würde man sein Lied zerstören, so zerreiße man auch sein Herz.
Anfangszeilen:
I poured my heart into a song
And when you hear it please remember from the start
You won't be hearing just the words and tune of a song
You will be listening to my heart
1940 war I Poured My Heart Into a Song in der Kategorie „Bester Song“ für einen Oscar nominiert. Die Auszeichnung ging jedoch an Harold Arlen  für sein Lied Over the Rainbow aus dem Filmmusical Das zauberhafte Land.

## Coverversionen
Coverversion existieren unter anderem von Harry James & Frank Sinatra (1939), Tommy Dorsey (1939), Elsie Carlisle und Ruthie Stephens.
I Poured My Heart Into a Song war 1939 in der Version von Artie Shaw 12 Wochen auf Platz 4 der US-Billboard Charts.
Bei den 100 Top Songs des Jahres 1939 steht I Poured My Heart Into a Song in der Version von Artie Shaw und seinem Orchester mit 115 Punkten (von möglichen 200) auf Platz 40.